# Smoleniki
Smoleniki (biał. Смалянікі; ros. Смоленики) – wieś na Białorusi, w obwodzie brzeskim, w rejonie lachowickim, w sielsowiecie Honczary.

## Historia
W dwudziestoleciu międzywojennym leżały w Polsce, w województwie nowogródzkim, w powiecie baranowickim, w gminie Niedźwiedzica. W 1921 miejscowość liczyła 296 mieszkańców, zamieszkałych w 60 budynkach, w tym 275 Polaków i 21 Białorusinów. 276 mieszkańców było wyznania rzymskokatolickiego, 13 prawosławnego i 7 sekty chrześcijańskiej.
Po II wojnie światowej w granicach Związku Sowieckiego. Od 1991 w niepodległej Białorusi.